# Virgichneumon levicoxa
Virgichneumon levicoxa är en stekelart som först beskrevs av Berthoumieu 1892.  Virgichneumon levicoxa ingår i släktet Virgichneumon och familjen brokparasitsteklar. Inga underarter finns listade i Catalogue of Life.